# Katastar
Katastar je upisnik zemljišta i nekretnina neke države. On sadrži podatke o položaju, obliku i površini katastarskih čestica, te zgrada, odnosno drugih građevina, koje su predmet evidentiranja sukladno posebnim propisima. Osim položaja, oblika i površine, katastarska evidencija najčešće sadrži i podatke o: 
- adresi katastarske čestice,
- načinu uporabe i površini načina uporabe zemljišta na katastarskoj čestici i njezinim dijelovima i
- podatke o posebnim pravnim režimima koji su na katastarskoj čestici uspostavljeni.[1]

Katastar je temelj upisa prava vlasništva i drugih stvarnih prava u zemljišne knjige.
Katastarska čestica je dio zemljišta u katastru jednoznačno identificiran brojem.